# Edward Kenneth Smart
Edward Kenneth Smart DSO, MC, avstralski general in diplomat, * 23. maj 1891, † 2. maj 1961.
18. julija 1910 je kot drugi poročnik vstopil v Korpus avstralskih inženircev (Corps of Australian Engineers); 1. decembra istega leta je bil povišan v poročnika Kraljeve avstralske garnizijske artilerije (Royal Australian Garrison Artillery; RAGA); leta 1914 je bil častnik pri Oblegovalni artilerijski brigadi (Siege Artillery Brigade; SAB).
21. maja 1915 se je v sestavi SAB pridružil Avstralski imperialni sili (AIF); brigada je 25. avgusta istega leta prispela v Anglijo in 2. marca 1916 je Smart prišel v Francijo, kjer je sodeloval v bojih. Septembra 1916 se je odlikoval v bojih na Sommi, zakar je prejel vojaški križec. 13. decembra istega leta je postal adjutant 36. težke artilerijske skupine (36th Heavy Artillery Group), pri čemer je bil povišan v stotnika. Naslednje leto (1917) je postal poveljnik 39. baterije 10. poljskoartilerijske brigade, ki je bila v sestavi 4. pehotne divizije. Novembra istega dne je postal brigadni major (v usposabljanju) v štabu artilerije 4. pehotne divizije; naslednji mesec je bil omenjen v poročilu. Aprila 1918 je bil premeščen v štab Avstralskega korpusa in junija istega leta je postal brevetni major ter postal poveljnik 110. havbične baterije v sestavi 10. avstralske poljskoartilerijske brigade. V težkih bojih je bil 27. septembra 1918 ranjen, zakar je bil predlagan za Distinguished Service Order in bil ponovno omenjen v poročilu.
Po koncu vojne je ostal v vojaški službi; med 31. majem in 1. oktobrom 1919 je opravil tečaj na Artilerijskem kolidžu, nato pa se je vrnil v Avstralijo. Med 16. februarjem in 10. septembrom 1920 je bil poveljnik 6. čete RAGA v 3. vojaškem okrožju (Victoria). Nato je bil ponovno poslan v Anglijo, kjer se je udeležil Topniškega štabnega tečaja (11. september 1920 − 23. januar 1922), bil dodeljen Štabnemu korpusu (1. oktober 1920), bil povišan v brevetnega podpolkovnika (1. maj 1921), postal inštruktor na Artilerijski šoli za inštruktorje (24. januar 1922 − 24. september 1923), bil dva mandata (začasni) glavni inštruktor na isti šoli (1. avgust − 10. december 1922 in 21. avgust − 30. september 1923), nato pa je bil premeščen k Artilerijskemu kolidžu in šolam artilerije v Angliji (9. oktober 1923 − 8. februar 1925). Po vrnitvi v Avstralijo je bil štabni častnik v različnih enotah in poveljstvih do januarja 1936.
16. januarja 1936 je postal vojaški povezovalni častnik v pisarni visokega komisarja Avstralije v Združenem kraljestvu, kjer je bil januarja 1937 povišan v brevetnega polkovnika; na tem položaju je ostal vse do 25. avgusta 1939.
Po vrnitvi v Avstralijo in izbruhu druge svetovne vojne je bil 13. oktobra istega leta povišan v generalmajorja in imenovan za generalnega oskrbovalnega generala (QuarterMaster General) na položaju 3. vojaškega člana vojaškega odbora v Generalštabu Avstralske kopenske vojske. 24. oktobra 1940 je bil povišan v začasnega generalporočnika in bil imenovan za poveljnika Južnega poveljstva in 3. vojaškega okrožja. Aprila 1942 je bil imenovan v zamenjajočega generalporočnika in za avstralskega vojaškega predstavnika v Washingtonu, D.C. (tj. za vodjo avstralske vojaške misije v ZDA). Avgusta istega leta je postal predstavnik Avstralske kopenske vojske v Londonu, vodja avstralske vojaške misije v Združenem kraljestvu in avstralski predstavnik v Imperialnem vojnem svetu. Na teh položajih je ostal vse do svoje upokojitve iz vojaške službe 2. julija 1946.
Nato je nadaljeval z diplomatsko kariero: v letih 1945−1949 je bil avstralski generalni konzul v San Franciscu in v letih 1946−1954 v New Yorku, nakar pa se je upokojil. Umrl je leta 1961.

## Družina
12. junija 1915 se je poročil s Phyllis E. Robertson, hčerko podpolkovnika J. Robertsona. Imela sta dva otroka: sina in hčerko.
V svojem prostem času se je Smart ukvarjal s hojo, vožnjo in jadranjem; tako je bil član Navy, Army and Air Force Club iz Melbourns.

## Odlikovanja in nagrade
Do leta 1920 je Smart prejel:
- Distinguished Service Order[12]
- Military Cross[12]
- 1914-15 Star[12]
- British War Medal[12]
- Victory Medal[12]

Prav tako je bil omenjen v poročilih: 28. decembra 1917 in 11. julija 1919.

## Zunanje povevaze
- Warren Perry (1991) Lieutenant-general Edward Kenneth Smart, DSO, MC, MiD : Centenary of his birth in Melbourne : a biographical sketch, OCLC: 222247879
- Generals.dk (angleško)